# Lignerolles (Eure)
Lignerolles es una localidad y comuna francesa situada en la Región de Normandía, departamento de Eure, en el distrito de Évreux y cantón de Saint-André-de-l'Eure.

## Demografía
| Gráfica de evolución demográfica de Lignerolles entre 2006 y 2020 |
|                                                                   |

Fuentes: INSEE.